# 列澤州
列澤州是阿爾巴尼亞西北部的一个州份。面积为1,620平方公里，人口数量为120,678（2021年）。州府为莱什市。该州下分为3个市镇：庫爾賓、莱什和米爾迪塔。这些市镇再下分为175个城镇和村庄。